# 人民力量黨 (泰國)

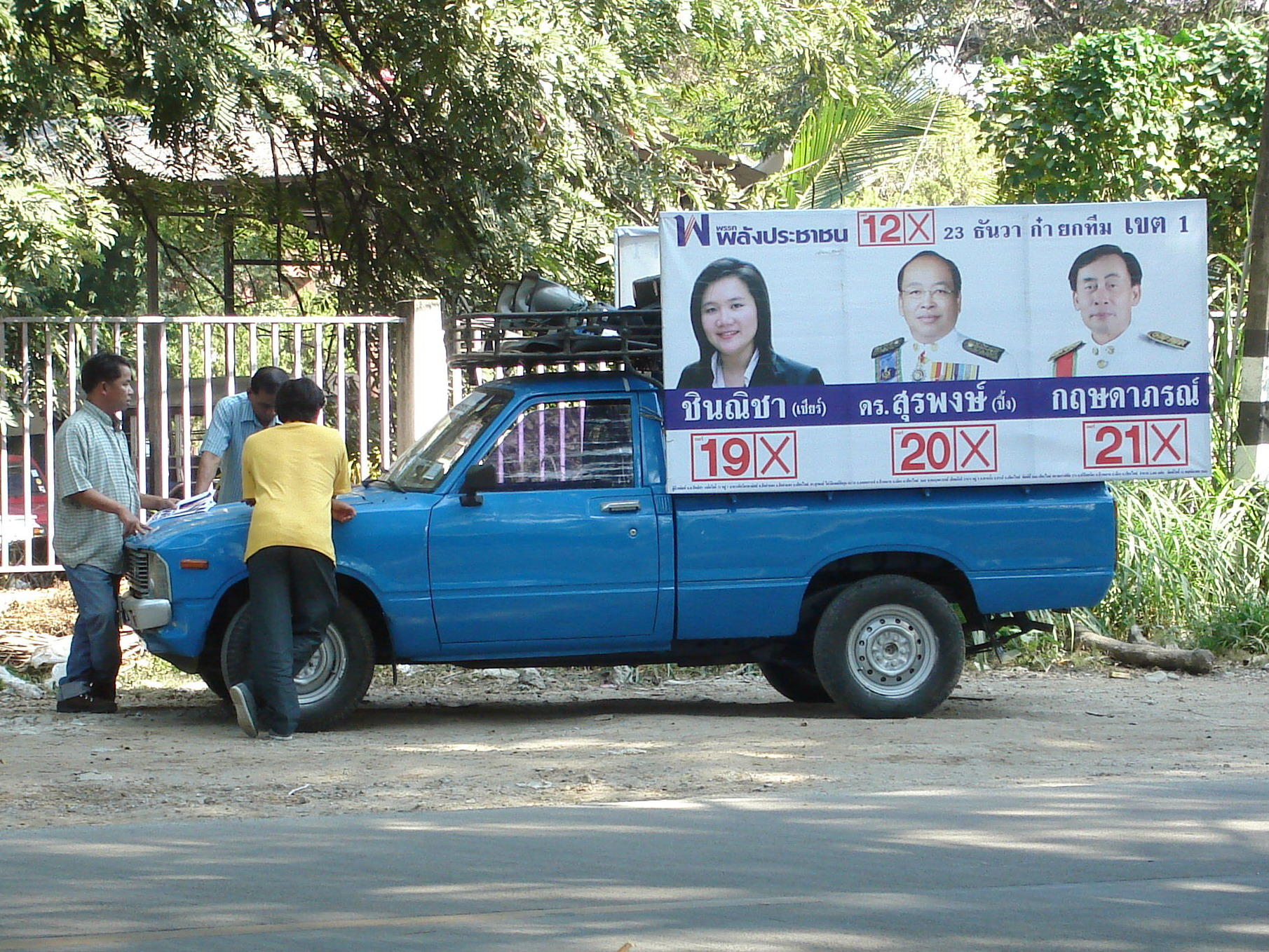
2007年，人民力量黨的宣傳車輛在清邁

人民力量黨（1998年11月9日－2008年12月2日）是泰國的政黨之一，成立於1998年11月9日。普遍認為它在2006年以後演變為原執政黨泰愛泰黨的化身。而且該黨的領導階層也多次肯定各界人士的這一種印象。
由于在2006年9月19日曼谷發生軍事政變，原憲法被廢除，後來泰愛泰黨受到憲章法庭的勒令解散，原總理他信和多數黨的領導人被禁止參與政治五年，而人民力量黨由于其政治影響一向微弱而得以保存。2007年7月29日，軍政府宣佈大選日期。隨即，一些原泰愛泰黨國會議員宣佈加入人民力量黨，角逐同年12月23日舉行的國會大選。
一度傳說泰國軍政府曾經發佈一道秘密命令，壓制該黨的行動，但是一旦傳媒將此曝光，反而增進了民眾對該黨的支持，該黨也隨即向泰國競選監察委員會進行投訴。前帕尧府的民主黨議員詹猜（Charnchai Silapauaychai）在宣佈加入該黨角逐議會選舉之後遭到暗殺，五名前民主黨人因此被泰國警方逮捕，但是他們堅稱自己是無辜的。

## 該黨的政策
該黨的政策明顯是繼承原泰愛泰黨的政治綱領，承諾一旦當選將致力解除對原先泰愛泰黨議員的五年不得參政的禁令，允許他信回國並解除對他的一切指控。該黨在相對比較貧苦與人民受教育程度較低的泰國北部和依善地區深受民眾的支持。

## 該黨的領導人
前曼谷市總督沙馬·順達衛（Samak Sundaravej）在2007年8月24日的黨內選舉大會上被推舉為黨的新任主席。普遍認為他是前總理他信的政治同盟，前泰愛泰黨的內閣部長素拉蓬（Surapong Suebwonglee）則成為黨的新任秘書與發言人。

## 解散
2008年12月2日，泰國憲法法庭裁定頌猜所屬的人民力量黨在選舉中舞弊並需要解散，總理頌猜等黨領袖5年內都不可參政，後來其餘部多改組成為泰黨。